# Conrad Theodor van Deventer
Conrad Theodor (Coen) van Deventer (Dordrecht, 29 september 1857 - 's-Gravenhage, 27 september 1915) was een Nederlands jurist, publicist over Nederlands-Indië en parlementslid. Hij werd vooral bekend als dé woordvoerder van de zogenaamde ethische richting in de koloniale politiek, die bepleitte dat de baten van Nederlands-Indië in dat land moesten blijven en dat land uiteindelijk tot zelfstandigheid moest kunnen komen. Hij publiceerde daartoe onder andere Een Eereschuld.

## Leven en werk
Nadat hij eerder Indische talen had gestudeerd te Leiden, brak hij deze studie of om rechten te gaan studeren. Hij promoveerde na de afronding van de studie rechten aan deze universiteit te Leiden op het proefschrift Zijn naar de grondwet onze koloniën deelen des Rijks?, waarna hij op 11 september 1879 naar Nederlands-Indië vertrok. Daar werd hij griffier van de Raad van Justitie te Ambon; kort daarop in 1883 werd hij bevorderd tot lid van de Raad van Justitie te Semarang. Hij leerde daar de koloniale samenleving kennen en ook de ambtelijke structuur beviel hem niet, waarna hij zich in 1885 als advocaat in Semarang vestigde bij de praktijk van mr. B.R.W.A. Sloet van Hagensdorp en mr. M.H.C. van Oosterzee; hij verving mr. Van Oosterzee, die naar Nederland repatrieerde. Mede door goede beleggingen in landbouwondernemingen en olie- en mijnbouwmaatschappijen verzamelde hij een aardig vermogen. In 1888 ging Van Deventer met verlof naar Nederland waarbij hij zijn gemis aan het culturele leven in Nederlands-Indië goedmaakte met kunstreizen naar Parijs, Londen en Bayreuth. Hij deed hiervan verslag in de Indische krant De Locomotief. In 1889 keerde hij weer terug naar Indië. De koloniale levensstijl begon hem steeds meer tegen te staan, maar de prachtige Javaanse natuur en cultuur imponeerden hem. Nadat hij voor de tweede keer met verlof naar Nederland was gegaan in 1894, besloot hij in 1897 terug te gaan naar Nederland en vestigde zich uiteindelijk in 1903 in Den Haag in het huis Surinamestraat 20 dat de vader van Louis Couperus had gebouwd en waar deze ook zijn eerste grote roman Eline Vere schreef. Hij liet het huis aan de achterkant vergroten en in deze staat bevindt het zich nog. In deze stad ontmoette hij een groep mensen die zich bezighield met het vraagstuk van de verhouding tussen de Nederlandse en koloniale financiën, mede in het licht van de toenmalige Indische begrotingstekorten. Dit vormde voor hem de aanleiding om in augustus 1899 in het gezaghebbende literaire tijdschrift De Gids het artikel 'Een Eereschuld' te publiceren. Hierin bepleitte hij dat de gemaakte winsten uit Indië (door hem geschat op 7 miljoen) weer teruggegeven zouden worden om tegemoet te komen aan de dringende behoefte aan meer onderwijs daar en om de Indonesische bevolking economisch weerbaarder te maken. In 1901 werd hij redacteur van De Gids en bleef pleiten voor een ethische benadering.
Om naast het schrijven daadwerkelijk politieke invloed uit te kunnen oefenen werd hij in 1901 lid van de Vrijzinnig-Democratische Bond, mede waardoor hij in opdracht van minister van Koloniën mr. A.W.F. Idenburg een rapport Overzicht van den economischen toestand der Inlandsche bevolking van Java en Madoera uitbracht. Dit rapport gaf veel kritiek op het gevoerde koloniale beleid. Nadat hij in 1905 gekozen werd tot lid van de Tweede Kamer kon hij ook daar zijn mening kwijt voor meer onderwijs als middel om de Indonesische bevolking tot grotere zelfstandigheid te brengen en een betere aanpak aldaar van de irrigatie, landbouw, wegenaanleg en tegen het opiumgebruik dat door de regering was bevorderd. Nadat hij in 1909 niet herkozen was, bleef hij onvermoeibaar doorgaan en richtte onder andere een studiebeurzenfonds voor Indische jongeren in Nederland op en ondernam in 1912 een reis naar Indië, waarin hij de juistheid van zijn opvattingen terug zag, nu als in 1911 gekozen lid van de Eerste Kamer.
In 1913 werd door hem het Kartini-Fonds ten behoeve van meisjesscholen op Java opgericht, dit naar aanleiding van een boek over deze vroeggestorven adellijke Javaanse, waarin ze pleitte voor de vrijmaking van de vrouw via onderwijs. Vooral zijn vrouw Elisabeth Maria Louise Maas heeft veel werk verzet voor de Kartini-scholen tot aan haar overlijden in 1942. In 1913 werd Van Deventer voor de tweede keer in de Tweede Kamer gekozen als koloniaal specialist van de Vrijzinnig-Democratische Bond. In 1915 werd hij gepolst in verband met een eventuele benoeming tot gouverneur-generaal. Zijn plotselinge dood verhinderde dit echter.
De door hem in 1913 opgerichte Tjandi-stichting (voor scholing in Indië) alsmede de door zijn echtgenote in 1917 opgerichte Van Deventer-stichting, zijn in 1947 samengebracht in de tegenwoordige Van Deventer-Maas stichting.

## Diversen

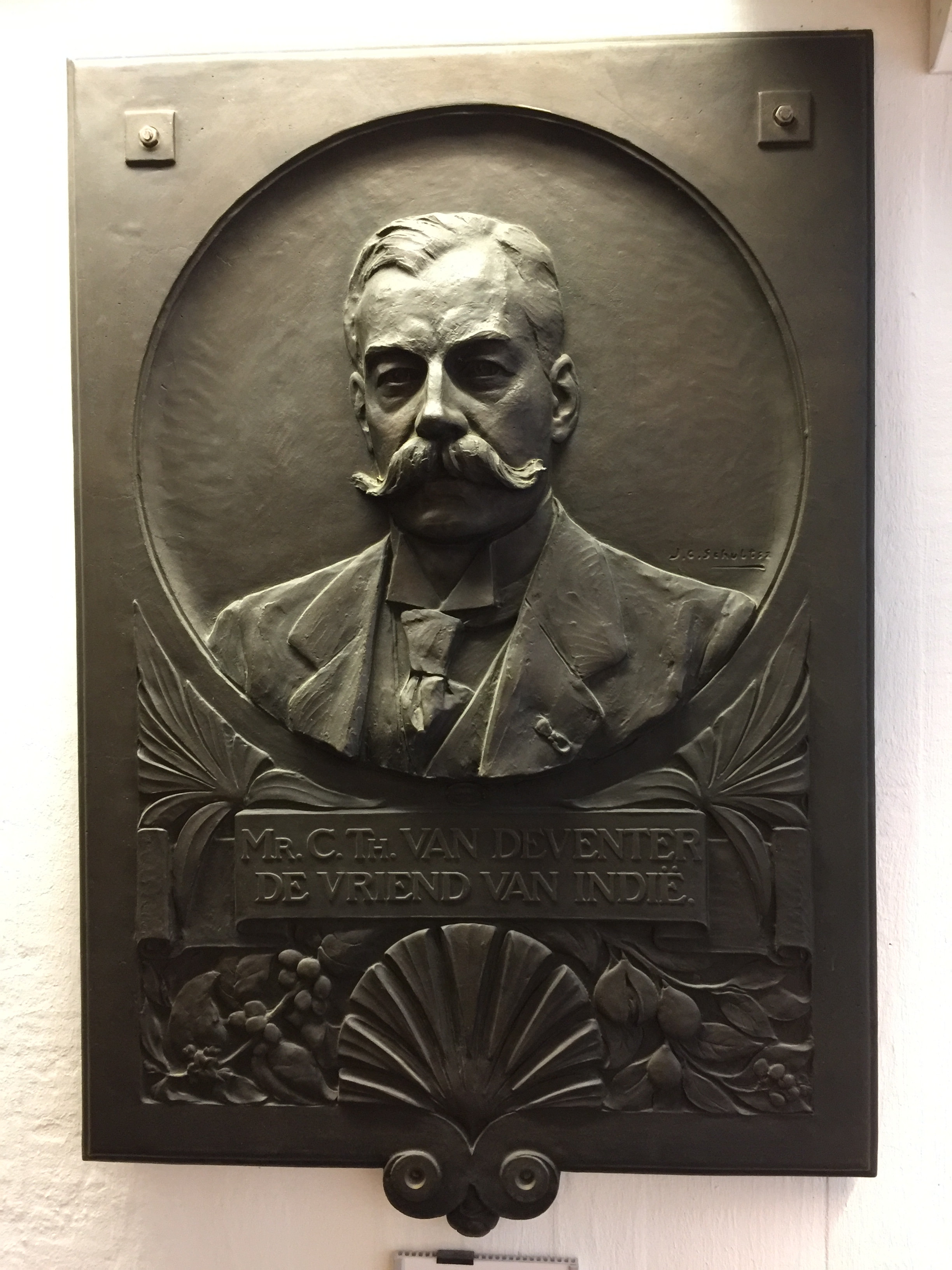
Plaquette voor Van Deventer in Leiden

- In Bandung is een straat naar hem vernoemd (Jalan Van Deventer).
- De schrijver Conrad Busken Huet was een broer van zijn moeder Anna Maria Busken Huet (1833-1910).